# ميكا تاجيما
ميكا تاجيما (بالإنجليزية: Mika Tajima)‏ هي فنانة أمريكية، ولدت في 1975 في لوس أنجلوس في الولايات المتحدة.

## وصلات خارجية
- الموقع الرسمي